# Heilbronner Pferdemarkt

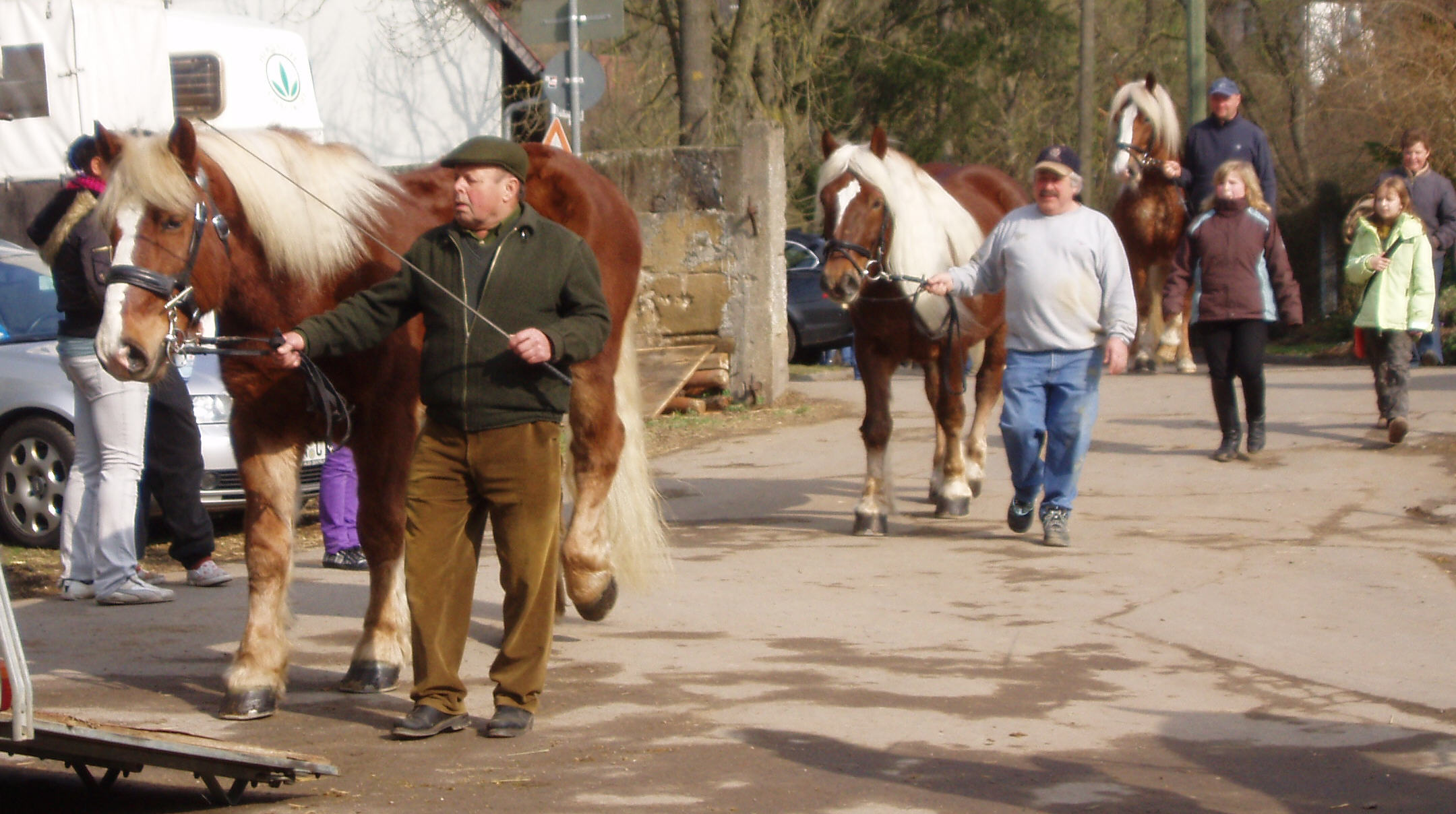
Schwarzwälder Kaltblüter nach der Prämierung der Arbeitspferde, 2008

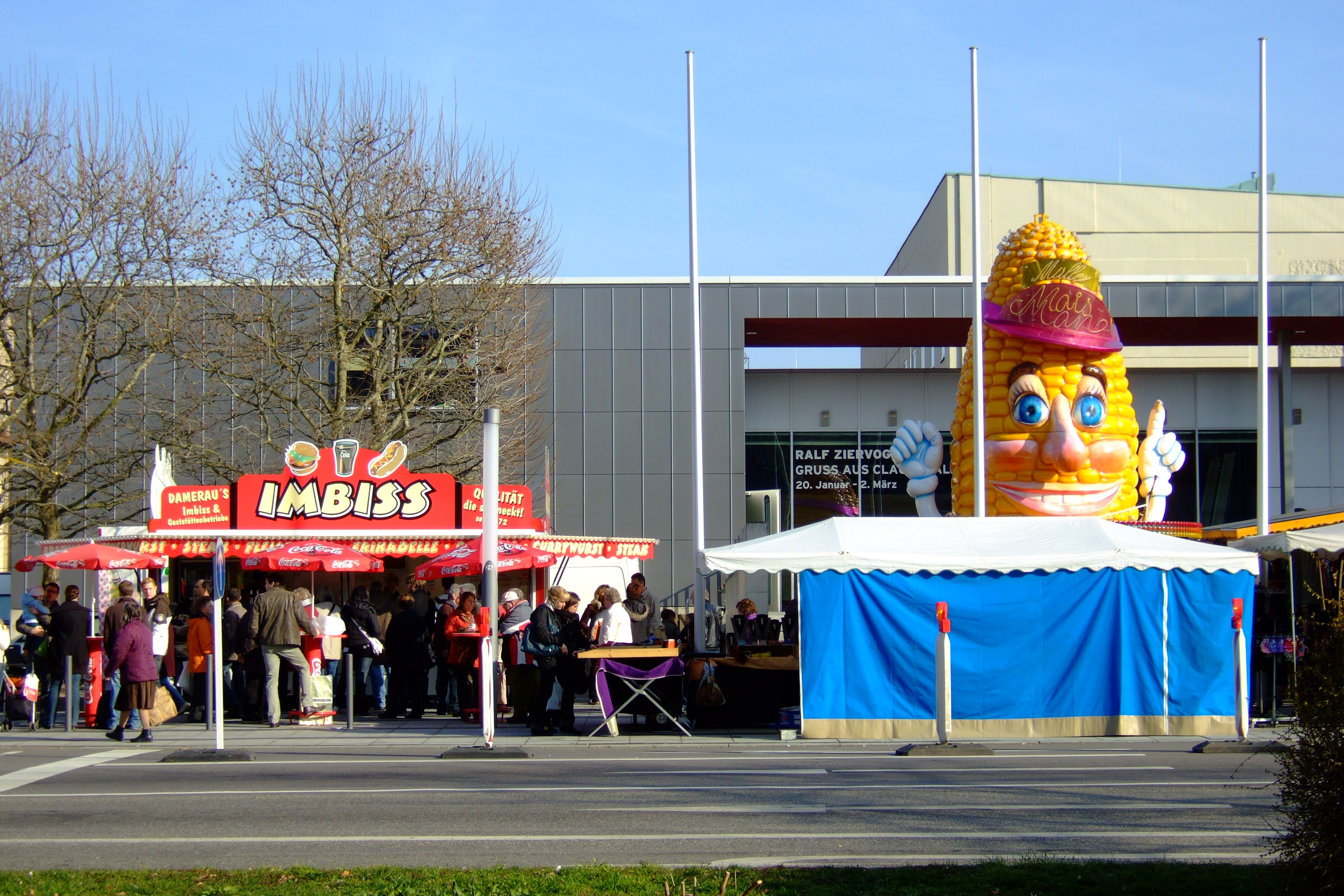
Krämermarkt rund um die Harmonie, 2008

Der Heilbronner Pferdemarkt gehört zu den größten traditionellen Jahrmärkten, die in einer deutschen Innenstadt abgehalten werden, und ist der erste größere Markt im Jahr in der Region Heilbronn, einer Großstadt im Norden Baden-Württembergs. Seine Tradition reicht bis in das Jahr 1770 zurück. Damals führte der Bürgermeister Georg Heinrich von Roßkampff den jährlichen Vieh- und Pferdemarkt beim Heilbronner Schießhaus ein.
Der nächste Heilbronner Pferdemarkt findet vom 22. bis 24. Februar 2025 rund um die Harmonie statt.

## Geschichte
Die Notwendigkeit eines solchen Marktes hatte sich seit dem späten Mittelalter ergeben, da es für die Heilbronner Metzger aus politischen Gründen die meiste Zeit verboten war, Vieh in den umliegenden Territorien (Württemberg, Kurpfalz, Deutscher Orden) zu handeln. Die Heilbronner mussten für ihre Viehgeschäfte vielmehr den weiten Weg zur Ochsenmesse nach Bamberg auf sich nehmen. Der erste Versuch der Etablierung eines eigenen Heilbronner Viehmarktes scheiterte 1692 an den Auswirkungen des Dritten Pfälzischen Erbfolgekriegs. Erst in der für die Stadt wirtschaftlich günstigen zweiten Hälfte des 18. Jahrhunderts waren die Bedingungen für die Errichtung eines bedeutenden Marktes gegeben. Bürgermeister Georg Heinrich von Roßkampff (1720–1794), der 1769 ins Amt gekommen war und 25 Jahre Bürgermeister blieb, ließ Ende Februar 1770 den ersten Vieh- und Pferdemarkt auf den Hammelwasen abhalten. Roßkampff hatte sich schon zuvor als Förderer der Landwirtschaft und Viehzucht erwiesen, als er 1765 die Luzerne als Futterpflanze aus Südfrankreich eingeführt und die Veredelung von Zuchtvieh auf den städtischen Höfen vorangetrieben hatte. Ein überregional beachteter Viehmarkt sollte helfen, das qualitativ hochwertige Heilbronner Zuchtvieh bekanntzumachen und neue Absatzmöglichkeiten zu erschließen. Der erste Markt im Februar 1770 war ein solcher Erfolg, dass der Rat der Stadt sogleich die Abhaltung von jährlich drei solcher Märkte beschloss. Außerdem wurde umgehend die Errichtung eines repräsentativen Gebäudes, des 1771 erbauten Schießhauses, auf dem Markt beschlossen. Mit dem Viehmarkt entwickelte sich rasch auch ein angeschlossener Krämer- und Handwerkermarkt, da Krämer und Handwerker in den nach erfolgtem Viehverkauf zahlungskräftigen Bauern eine willkommene Klientel sahen. Für Krämer und Handwerker erging 1772 eine gesonderte Marktordnung.
Im 19. Jahrhundert gewann der Heilbronner Viehmarkt eine zentrale Bedeutung in Nordwürttemberg, auch dadurch begünstigt, dass der Viehhaltung in der Landwirtschaft zu jener Zeit eine gesteigerte Bedeutung zukam. Die Zahl der jährlich in Heilbronn abgehaltenen Viehmärkte wurde bis 1891 auf acht gesteigert. 1865 wurde die Größe des Heilbronner Marktes im restlichen Württemberg nur noch von den oberschwäbischen Märkten in Biberach an der Riß und Ravensburg übertroffen, und jedes Jahr wechselten in Heilbronn rund 10.000 Rinder und 3.000 Schweine ihren Besitzer. 1879 entstand in unmittelbarer Nähe des Marktgeländes auf den Hammelwasen der städtische Schlachthof, der sowohl in Bezug auf seine Größe und seine Maschinen als auch auf die Kühlung mit Kunsteis als eine der modernsten Anlagen im weiten Umkreis galt.
Gegen Ende des 19. Jahrhunderts begann eine Teuerungswelle für Schlachtvieh, die 1906 in der einheitlichen Festschreibung von Fleischpreisen innerhalb der inzwischen entstandenen Heilbronner Metzgerinnung gipfelte. Zur selben Zeit wirkte sich die Maul- und Klauenseuche negativ auf den Viehhandel aus. Der Viehmarkt verlor damit rasch an Bedeutung, und die Marktveranstaltung wurde weitgehend auf den Pferdehandel ausgerichtet, der zuvor nur eine untergeordnete Rolle gespielt hatte. 1902 waren bei jedem der Viehmärkte nur etwa 25 minderqualitative Pferde zugeführt worden. Mit der Neukonzeption als einmal im Jahr jeweils am letzten Montag im Februar abgehaltener Pferdemarkt mit einem qualitativ höheren Angebot versprachen sich insbesondere die Wagenbauer und Sattler der Umgebung einen größeren Umsatz.
1906 wurde der Pferdemarkt mit dem angeschlossenen Wagen- und Sattlermarkt ans Wollhaus in die Innenstadt verlegt. Beim ersten Markt am neuen Platz wurden von ungefähr 550 Pferden 253 verkauft; der höchste Preis betrug 4400 Mark für ein Paar. Im Ersten Weltkrieg wurden die Märkte abgesetzt und erst 1923 wieder aufgenommen. 1927 kam auch wieder ein allgemeiner Krämermarkt hinzu. 1939 fand der letzte Pferdemarkt vor dem Zweiten Weltkrieg statt, in den Kriegs- und den ersten Nachkriegsjahren fiel die Veranstaltung aus. Am 27. Februar 1950 wurde der erste Pferdemarkt nach dem Zweiten Weltkrieg eröffnet. 1970 wurden 80.000 Besucher gezählt. Den Markt beschickten damals 250 Händler sowie 45 Aussteller landwirtschaftlicher Geräte und Maschinen. Das Angebot an Nutztieren beschränkte sich auf 25 Pferde und drei Esel, an der Pferdeprämierung nahmen 130 Zuchtpferde teil. 1976 kam der Samstag als dritter Markttag hinzu.

## Aktuell
Der Heilbronner Pferdemarkt findet jeweils an drei Tagen über das letzte Februarwochenende statt. Am Samstag und Sonntag konkurrieren etwa 200 bis 300 Pferde am Trappensee um die verschiedenen Prämierungen, am Montag stehen nach wie vor Pferde zum Verkauf, wenn auch in deutlich geringerer Anzahl als in früheren Zeiten. Außerdem ist an allen drei Tagen in der Heilbronner Innenstadt ein Krämermarkt samt Fahrgeschäften aufgebaut.
2006 besuchten rund 150.000 Menschen den Pferdemarkt mit etwa 350 Händlern und Ausstellern.

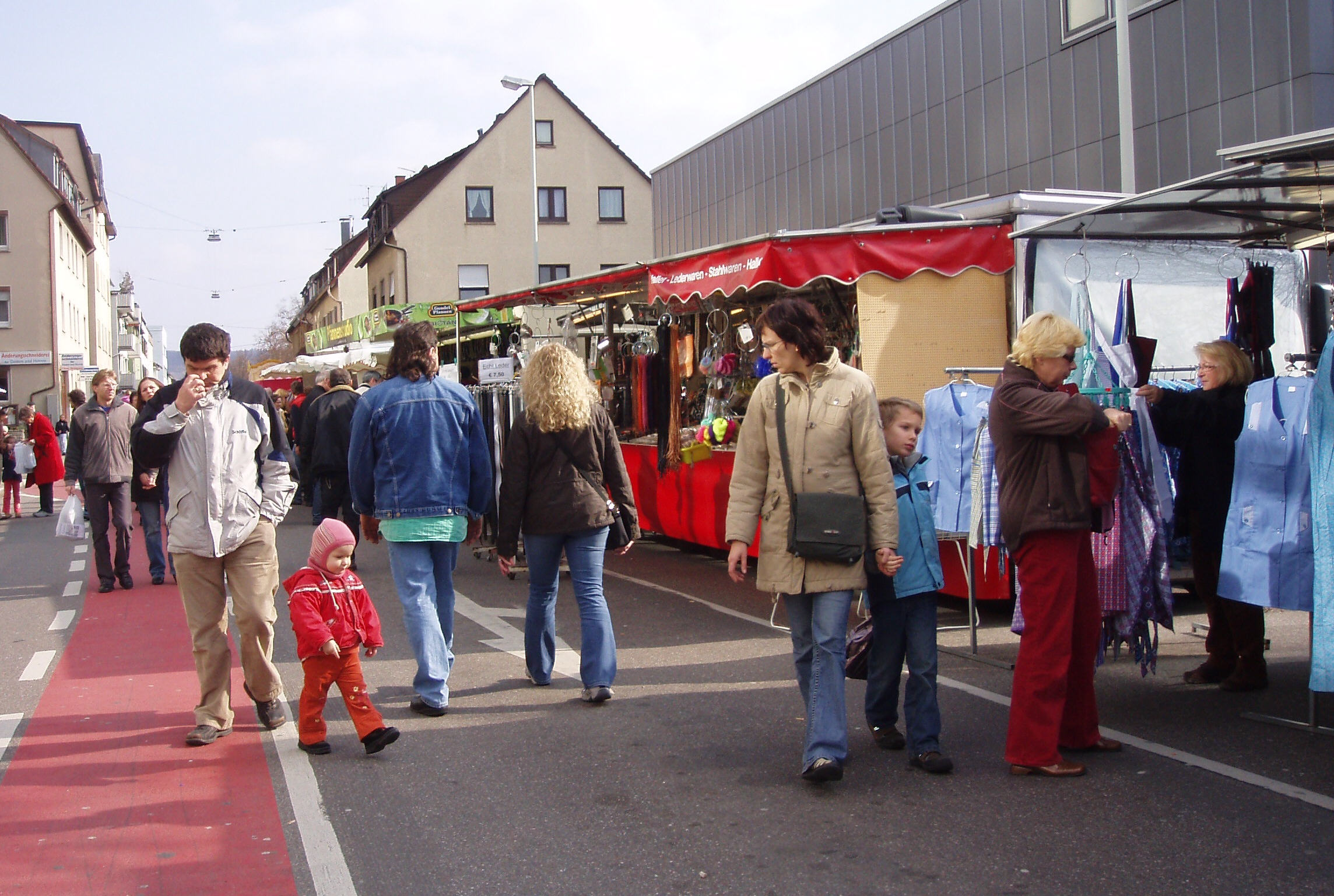
Markttreiben 2008
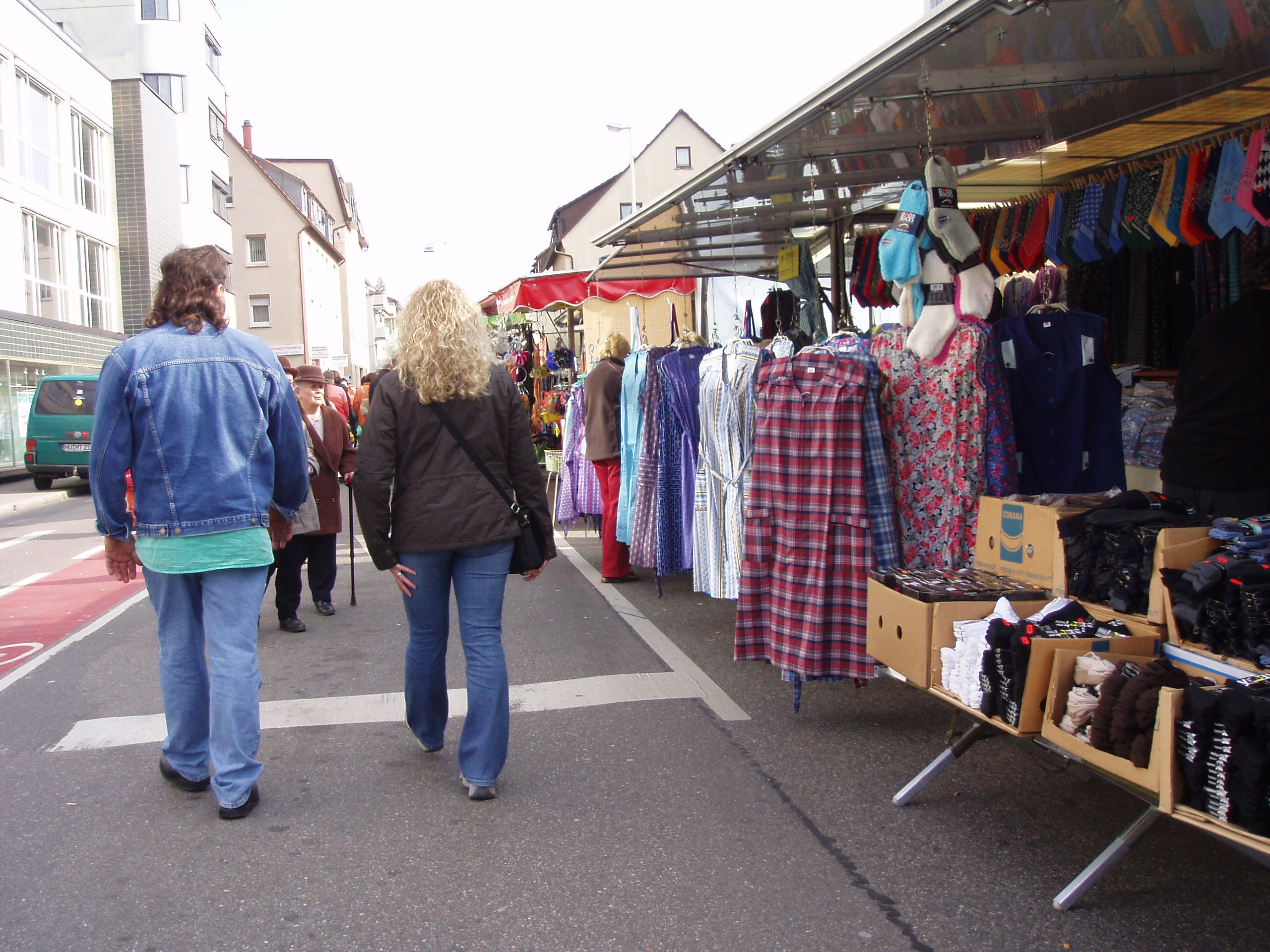
Typische Waren: Kittelschürzen, Socken…
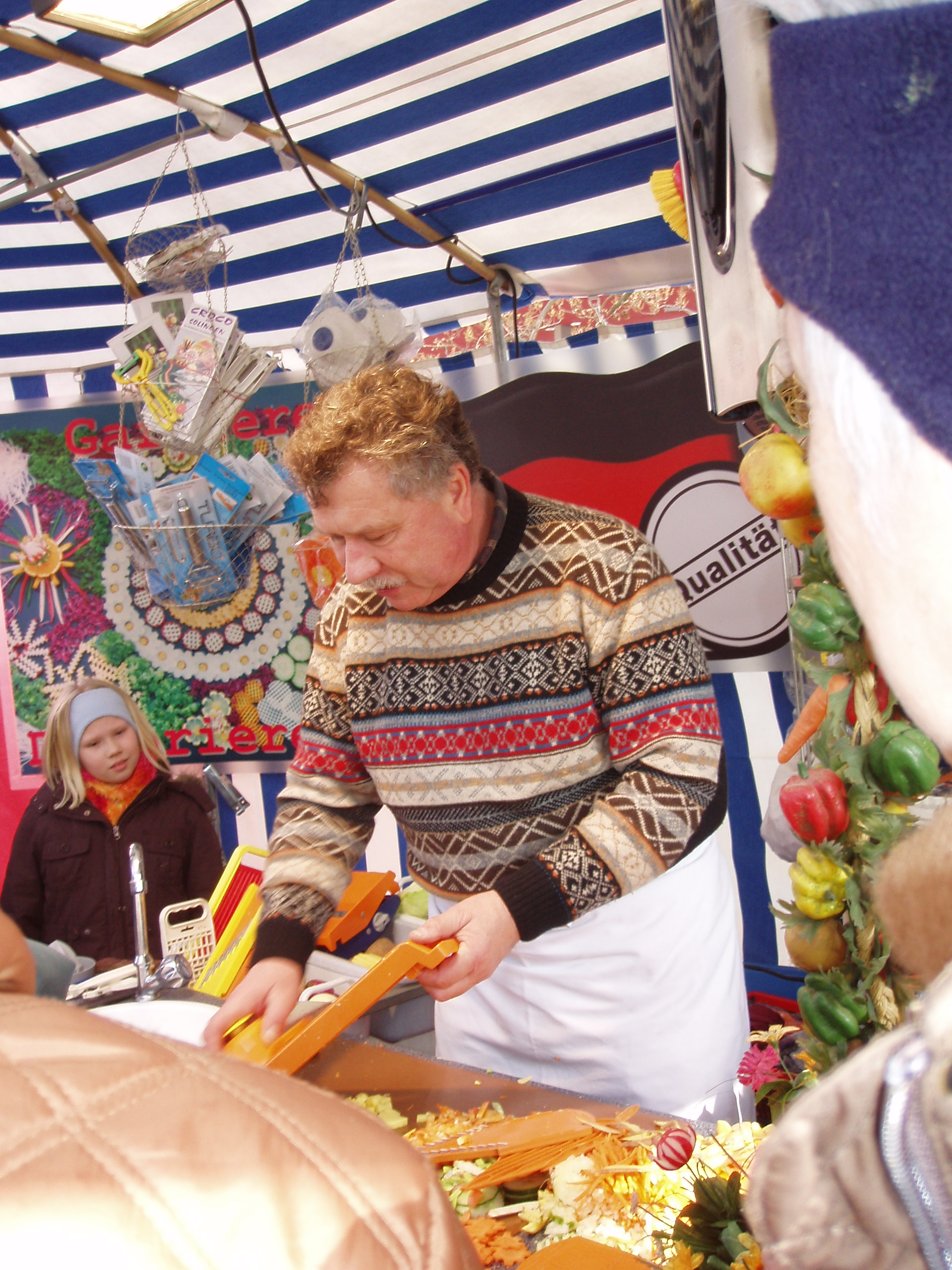
Küchenutensilien
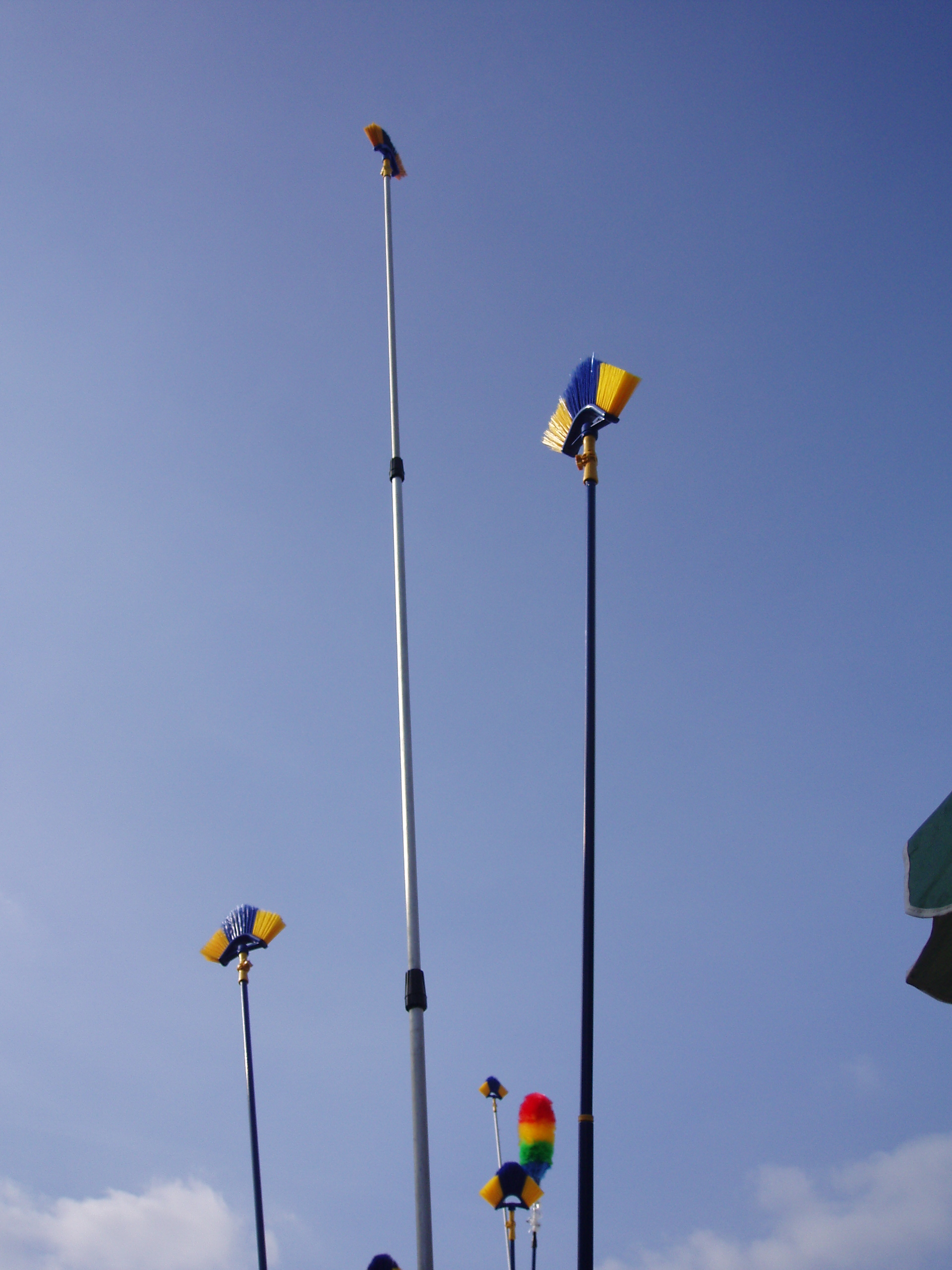
und Putzgeräte.